# Kanton Grand-Couronne
Kanton Grand-Couronne is een voormalig kanton van het Franse departement Seine-Maritime. Het kanton maakte deel uit van het arrondissement Rouen. Het werd opgeheven bij decreet van 27 februari 2014 met uitwerking in maart 2015.

## Gemeenten
Het kanton Grand-Couronne omvatte de volgende gemeenten:
- La Bouille
- Grand-Couronne (hoofdplaats)
- Hautot-sur-Seine
- Moulineaux
- Petit-Couronne
- Sahurs
- Saint-Pierre-de-Manneville
- Val-de-la-Haye